# سوبيتا تاناسان
سوبيتا تاناسان ((بالتايلندية: โสภิตา ธนสาร)) رافعة أثقال من تايلند. وهي من مواليد 23 كانون الأول ديسمبر 1994 في محافظة تشومفون في تايلند. شاركت في بطولة العالم لرفع الأثقال عام 2013 في منافسات وزن 53 كغم سيدات، وفازت فيها بالميدالية البرونزية.
في الألعاب الأولمبية الصيفية 2016 في ريو دي جانيرو، نافست في مسابقة وزن 48 كغم سيدات وفازت بالميدالية الذهبية.

## المشاركات

### الأولمبية
| Rank  | الألعاب الأولمبية الصيفية 2016 | مجموعة | وزن الجسم | خطف (كغم) | خطف (كغم) | خطف (كغم) | خطف (كغم) | نتر (كغم) | نتر (كغم) | نتر (كغم) | نتر (كغم) | المجموع |
| Rank  | الألعاب الأولمبية الصيفية 2016 | مجموعة | وزن الجسم | 1         | 2         | 3         | النتيجة   | 1         | 2         | 3         | النتيجة   | المجموع |
| ----- | ------------------------------ | ------ | --------- | --------- | --------- | --------- | --------- | --------- | --------- | --------- | --------- | ------- |
| ذهبية | سوبيتا تاناسان (THA)           | A      | 47.91     | 88        | 90        | 92        | 92        | 106       | 108       | 110       | 108       | 200     |

### بطولة العالم لرفع الأثقال
| المركز | اللاعب               | المجموعة | وزن الجسم | الخطف (كغم) | الخطف (كغم) | الخطف (كغم) | الخطف (كغم) | نتر (كغم) | نتر (كغم) | نتر (كغم) | نتر (كغم) | المجموع |
| المركز | اللاعب               | المجموعة | وزن الجسم | 1           | 2           | 3           | Rank        | 1         | 2         | 3         | Rank      | المجموع |
| ------ | -------------------- | -------- | --------- | ----------- | ----------- | ----------- | ----------- | --------- | --------- | --------- | --------- | ------- |
| الثاني | سوبيتا تاناسان (THA) | A        | 52.73     | 85          | 89          | 91          | الثاني      | 109       | 112       | 113       | 4         | 203     |

### الألعاب الجامعية الصيفية
| Rank   | الألعاب الجامعية الصيفية 2013 | مجموعة | وزن الجسم | خطف (كغم) | خطف (كغم) | خطف (كغم) | خطف (كغم) | نتر (كغم) | نتر (كغم) | نتر (كغم) | نتر (كغم) | المجموع |
| Rank   | الألعاب الجامعية الصيفية 2013 | مجموعة | وزن الجسم | 1         | 2         | 3         | النتيجة   | 1         | 2         | 3         | النتيجة   | المجموع |
| ------ | ----------------------------- | ------ | --------- | --------- | --------- | --------- | --------- | --------- | --------- | --------- | --------- | ------- |
| الثاني | سوبيتا تاناسان                | A      | 52.88     | 95        | 99        | 99        | 99        | 115       | 120       | 125       | 120       | 219     |

## روابط خارجية
- سوبيتا تاناسان على موقع الاتحاد الدولي (الإنجليزية)
- سوبيتا تاناسان على موقع الاتحاد الدولي (الإنجليزية)
- سوبيتا تاناسان على موقع مشروع نتائج رفع الأثقال الدولية (الإنجليزية)
- سوبيتا تاناسان على موقع اللجنة الأولمبية الدولية (الإنجليزية)
- سوبيتا تاناسان على موقع أوليمبيديا (الإنجليزية)